# Бертелье, Анри
Анри Бертелье (фр. Henri Berthelier, настоящее имя Жан-Батист; 1856, Лимож — 1918) — французский скрипач и музыкальный педагог.
Окончил Парижскую консерваторию, ученик Жан-Пьера Морена.
С 1881 г. играл в Оркестре концертного общества Парижской консерватории, в 1887—1895 гг. концертмейстер. Одновременно выступал в составе фортепианного трио с Изидором Филиппом и Жюлем Леопольдом Лёбом, в составе этого ансамбля, в частности, стал первым исполнителем Второго фортепианного трио Камиля Сен-Санса (1892). Участвовал также в камерных ансамблях с участием духовых инструментов под руководством Поля Таффанеля.
В 1894—1915 гг. преподавал в Парижской консерватории, сменив своего наставника Морена. Среди его учеников — Люсьен Дюрозуар, Марсель Шайи, Аксель Схиэлер, Сигрид Линдберг, Эли Спивак, Робер Кретли, Изабелла Битон, Фрида Скотта; у Бертелье также занимались в классе скрипки Владимир Гольшман, Дариус Мийо и Пьер Монтё.
Дочь, Мадлен Бертелье (1904—1998) — пианистка, эпизодически аккомпанировала Генрику Шерингу.